# Hurts
Hurts — британский музыкальный коллектив из Манчестера, образовавшийся в 2009 году, состоящий из Тео Хатчкрафта и Адама Андерсона. Их первые два альбома, Happiness и Exile, попали в десятку лучших альбомов в Великобритании, Германии, Австрии, Швейцарии, Польше и Финляндии.
Название группы- «Hurts», имеет два смысла: первое — это единица измерения частоты (сердце в спокойном состоянии бьётся с частотой приблизительно 1 Гц, примечательно, что слово Герц (нем. Herz) в переводе означает «сердце»), а второе — эмоция (англ. hurt — страдание; душевная боль). Сами музыканты говорят, что пишут «эмоциональную электронную музыку».
Группа принимала участие в различных социальных проектах.
14 октября 2010 года группа Hurts выступила в Берлине на благотворительном вечере программы «Дань Бэмби», которая направлена на поддержку детей, оставшихся без опеки родителей. 17 ноября 2010 года состоялось выступление в Лондоне в часовне Union Chapel в рамках «Little Noise Sessions», организованных «Менкап» с целью сбора средств в пользу людей с трудностями в обучении. На акустическом концерте не смог присутствовать Адам, но из-за важности мероприятия они решили, что Тео выступит без него, были исполнены песни «Devotion», «Wonderful Life», «Sunday», «Blood Tears and Gold», «Evelyn», «Better Than Love» и «Stay». 24 апреля 2011 года группа выступила с песней «Wonderful Life» на первом благотворительном шоу финской версии проекта «Идолы», целью которого стал сбор средств организацией «Finn Church Aid» для гуманитарной помощи беднейшим слоям населения разных стран. 20 октября 2011 года состоялся концерт Hurts в Киеве, на благотворительном онлайн-аукционе «Звёзды на продажу», организованного фондом «АНТИСПИД», был выставлен лот Встреча с музыкантами Hurts и билет на их концерт. В феврале 2013 года Hurts стали участниками благотворительной акции, устроенной немецкой радиостанцией N-JOY, гости которой в течение всего года оставляли свои автографы на ёлочных игрушках. Рождественская ель, украшенная шарами, подписанными звёздами, была продана на аукционе NDR по сбору средств «Рука об руку с Северной Германией» за 1500 евро. 7 марта 2013 года Hurts исполнили песню «Miracle» в телешоу «Дня Красного Носа» с Грэмом Нортоном на канале BBC Three благотворительного фонда по сбору пожертвований для оказания помощи людям, страдающим от голода в Эфиопии. В декабре 2013 года акустическая гитара с автографами Hurts была продана на благотворительном аукционе Lichtblicke, оказывающим финансовую поддержку детям, молодым людям из Северного Рейна-Вестфалии (Германия) и членам их семей. Тео снялся у Брайана Адамса для календаря на 2016 год, все средства с продажи которого перейдут фонду Hear the World. Инициатива Hear the World («Услышать мир») призвана привлечь внимание к социальным и эмоциональным проблемам слабослышащих, предоставить информацию о современных решениях и помочь профилактике нарушений слуха.

## История

### Создание группы (2005—2009)
Впервые Тео и Адам встретились снаружи манчестерского инди-клуба под названием 42nd Street в ноябре 2005 года незадолго до Рождества. В 4 утра они вышли из клуба и увидели, что их друзья дерутся. Вместо того чтобы без повода начать махать кулаками, рациональный дуэт решил поговорить о музыке, о Принсе и Майкле Джексоне. Во время разговора они выяснили, что оба хотели бы играть в группе. Они сразу же договорились заниматься музыкой профессионально, а не в качестве хобби. В течение года они общались только через интернет из своих домов в Солфорде и Лонгсайте. Андерсон отправлял по электронной почте треки, Хатчкрафт отвечал за вокал. Из-за неприятной ситуации при первой встрече они немного побаивались все испортить.
«Мы не хотели, чтобы знакомство друг с другом нам мешало, — признается Хатчкрафт. — В конце концов, когда мы нашли общий язык в музыке, мы поняли, что мы, возможно, могли бы быть друзьями».
В марте 2006 года Тео, Адам и несколько их друзей стали играть в группе Bureau, которая впоследствии была переименована в Daggers. В 2008 году они стали работать с успешными продюсерами Бифом Станнардом и Richard X, но после провального A&R смотра в Лондоне в сентябре Тео и Адам вернулись в Манчестер, чтобы хорошенько подумать о будущем группы. Тео и Адам сочиняют песню под названием «Unspoken». Немедленно записав её и прослушав только один раз, они созвали остальных участников Daggers и объявили им о роспуске группы. На следующий день они вылетели в Верону, где и узнали о существовании музыкального стиля итало-диско, который убедил их в правильности выбранного направления написания песен, что придало уверенности в своих силах. Daggers написали о своём распаде на своей странице Myspace 30 января 2009 года.
Дуэт получил новое название — Hurts, на этом этапе участник коллектива (we are) Performance Джозеф Кросс, в качестве продюсера/поэта, помогает развитию группы. Они самостоятельно снимают любительское видео на песню «Wonderful Life», потратив на него всего 20 фунтов, заплатив их танцовщице, откликнувшейся на объявление в витрине магазина. После загрузки видео на их канал на YouTube 21 апреля 2009 года оно быстро стало распространяться и спустя полгода собрало около 20 миллионов просмотров, попав таким образом в топ-200 самых просматриваемых видео в истории сайта. В июле группа подписала контракт с RCA Records — дочерним мэйджор лейблом звукозаписывающей компании Sony, управляемым известным Бифом Станнардом.
Несмотря на то, что Тео и Адам не давали концертов, в 2009 году они стали планомерно увеличивать число поклонников, загружая демозаписи на свою страницу на Myspace, и 27 июля они были названы газетой The Guardian Группой Дня. Это наделало много шума вокруг новой группы, а 7 декабря было объявлено, что дуэт включен в список Би-би-си Sound of 2010 — ежегодного опроса среди критиков и деятелей музыкальной индустрии. После единичных появлений песни «Wonderful Life» в эфире британской радиостанции BBC Radio 1 9 декабря Hurts были приглашены для записи в лондонские студии звукозаписи «Maida Vale Studios» для радиошоу Хью Стефенса, в котором они исполнили песни «Illuminated» и «Silver Lining».

### Happiness (2010—2012)
7 января в радиошоу Зейна Лоу была представлена песня «Blood, Tears & Gold», а три дня спустя на YouTube появился самодельный клип Hurts на эту песню. 18 января ограниченным тиражом были выпущены 12" диски ремиксов Артур Бейкера на песню «Wonderful Life», на пластинках были напечатаны портреты Тео и Адама. Hurts впервые выступили на публике 22 января на модном шоу-показе «Michalsky Stylenite» недели моды в Берлине. После чего отправились в Швецию к Йонасу Кванту (англ. Jonas Quant) в студию «Pellerin» записывать свой дебютный альбом.. Своё первое полноценное выступление Hurts отыграли 22 февраля 2010 в Церкви св. Филиппа и Стефана (англ. St Philip's with St Stephen's Church), которая находится в центре ветхого округа Солфорда. «Я видел её каждый день по дороге в университет, — вспоминал Тео. — Я всегда думал, что однажды я буду там играть». На концерте количество музыкантов было минимальным: сами Тео и Адам, барабанщик и клавишник, также присоединившимся к дуэту был Ричард (англ. Richard Knight Tenor), оперный певец, которого Тео нанял после того, как увидел его в главной роли мюзикла Пираты Пензанса. На скамьях были разложены тексты песен, а в их заголовках написаны строчки из церковных гимнов. За этим выступлением последовали концерты в Wiltons Music Hall в Лондоне, затем в Берлине и Кёльне в Германии.
В марте песня «Wonderful Life» вышла в эфир различных европейских радиостанций. Сингл оставался большим радиохитом в таких странах, как Дания, Кипр и Россия на протяжении всей весны. 10 марта состоялась премьера сингла «Better Than Love» в шоу Хью Стивенса на BBC Radio 1.
На волне успеха на греческом радио 15 июня Hurts были приглашены выступить на церемонии MAD Video Music Awards в Афинах перед 11000 человек. Также в июне было объявлено, что Кайли Миноуг записала женскую вокальную партию в песне группы «Devotion», которая должна была быть включена в альбом группы. Hurts записали кавер-версию хита Кайли «Confide In Me» 1994 года для сайта газеты The Sun, и с тех пор песня регулярно включалась в сет-лист их концертов. Кайли позже вернула комплимент, исполнив «Wonderful Life» в Live Lounge BBC Radio 1. В июне 2010 года было объявлено название дебютного альбома — Happiness. Альбом был записан в «Sunshine Dance Studios» в Манчестере и «Pellerin» в Гётеборге с продюсером Йонасом Квантом и выпущен 6 сентября. Он дебютировал на четвёртой позиции в хит-параде альбомов Великобритании, продажа 25 000 копий за первую неделю сделала его самым быстро продаваемым дебютным альбомом группы в Великобритании в 2010 году.

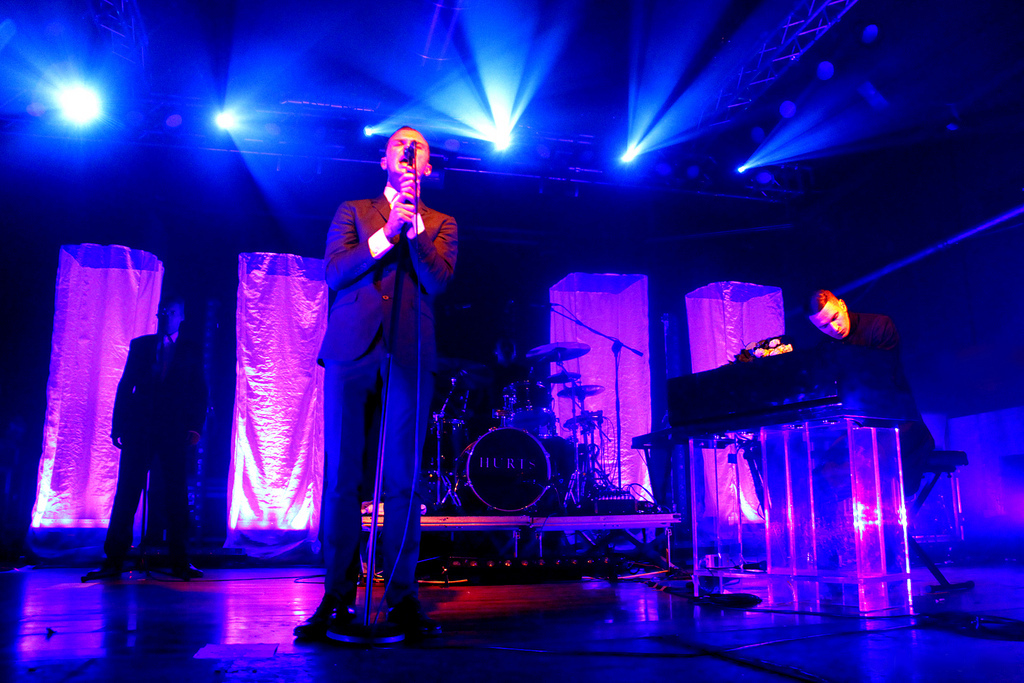
Hurts выступают в Милане, 24 октября 2010

В октябре Hurts отправились в свой первый сольный тур по Великобритании. Их третий сингл «Stay» был выпущен в ноябре, достигнув 50 строчки в хит-параде. В то же время в Германии сингл «Wonderful Life» стал платиновым, разойдясь тиражом более 500000 экземпляров, и Hurts были удостоены награды Бэмби за Лучший международный дебют. Они также были номинированы на MTV Europe Music Awards в категории Прорыв года. Hurts завершили 2010 год выступая в декабре на разогреве Scissor Sisters в их британском арена-туре, и выпустили рождественский сингл под названием «All I Want for Christmas Is New Year’s Day» для свободного скачивания c iTunes.
Happiness вернулся в топ-30 британского хит-парада альбомов в феврале 2011 года после второго этапа сольного национального тура, нескольких появлений на телевидении, в том числе в шоу Грэма Нортона, и победы в категории Лучшая новая группа на NME Awards 23 февраля, где они также исполнили песню «Wonderful Life». Четвёртый сингл с альбома, «Sunday», был выпущен в Великобритании 27 февраля и дебютировал под номером 57, в то время как Stay достиг третьей строчки в Германии. В марте в Германии Hurts были награждены премией ECHO Awards как Лучший международный дебют. Пятый сингл «Illuminated» был выпущен в Великобритании 9 мая 2011 года.
26 июня 2011 Тео и Адам выступили на фестивале Гластонбери на сцене Джона Пила, и их полное выступление было показано на канале BBC Red Button. Читатели музыкального журнала NME проголосовали за их выступление, как лучшее на фестивале, поставив их выше хедлайнеров U2, Coldplay и Бейонсе. Позже они были названы этим же журналом Группой лета. В июне 2011 года они объявили на своей странице на Facebook о записи ремикса на песню «Lonely Lisa» французской певицы Милен Фармер.
В июне 2011 года Hurts сказали в интервью, что планируют начать сочинять и записывать свой второй альбом после того, как завершат тур, и что это может оказаться для них труднее, чем запись первого.
Песня «Blood, Tears & Gold» была выпущена в качестве третьего сингла в Германии 7 октября 2011, достигнув 39 номера. Делюкс CD/DVD издание альбома Happiness было выпущено 31 октября 2011. В общем счёте в Германии альбом был продан в количестве 400000 экземпляров, заработав статус дважды-«платинового». Альбом был продан в количестве 150000 экземпляров в Великобритании, проведя весь год в тop-200 хит-парада альбомов Великобритании.
На протяжении 2010—2011 годов группа активно путешествует по всему миру с Happiness туром, имеющим колоссальный успех. Из клубной группы они перерастают в коллектив, который прекрасно чувствует себя на площадках, собирающих тысячи зрителей. В ноябре 2011 Hurts объявили об окончании тура. 4 ноября 2011 года Hurts отыграли свой последний концерт Happiness тура в Brixton Academy, где Кайли Миноуг присоединилась к ним на сцене для исполнения песен «Devotion» и «Confide in Me». В августе 2012, после продолжительного затишья, группа выступила на нескольких фестивалях, заявив таким способом о своём возвращении. Альбом Happiness дебютировал в британском топ-5, а сегодня его тираж превышает 2000000 копий. Happiness был сертифицирован как «золотой» диск в Великобритании и Австрии, дважды-«платиновый» в Германии и Финляндии, и «платиновый» в Польше, Швейцарии и России.

### Exile (2012—2014)

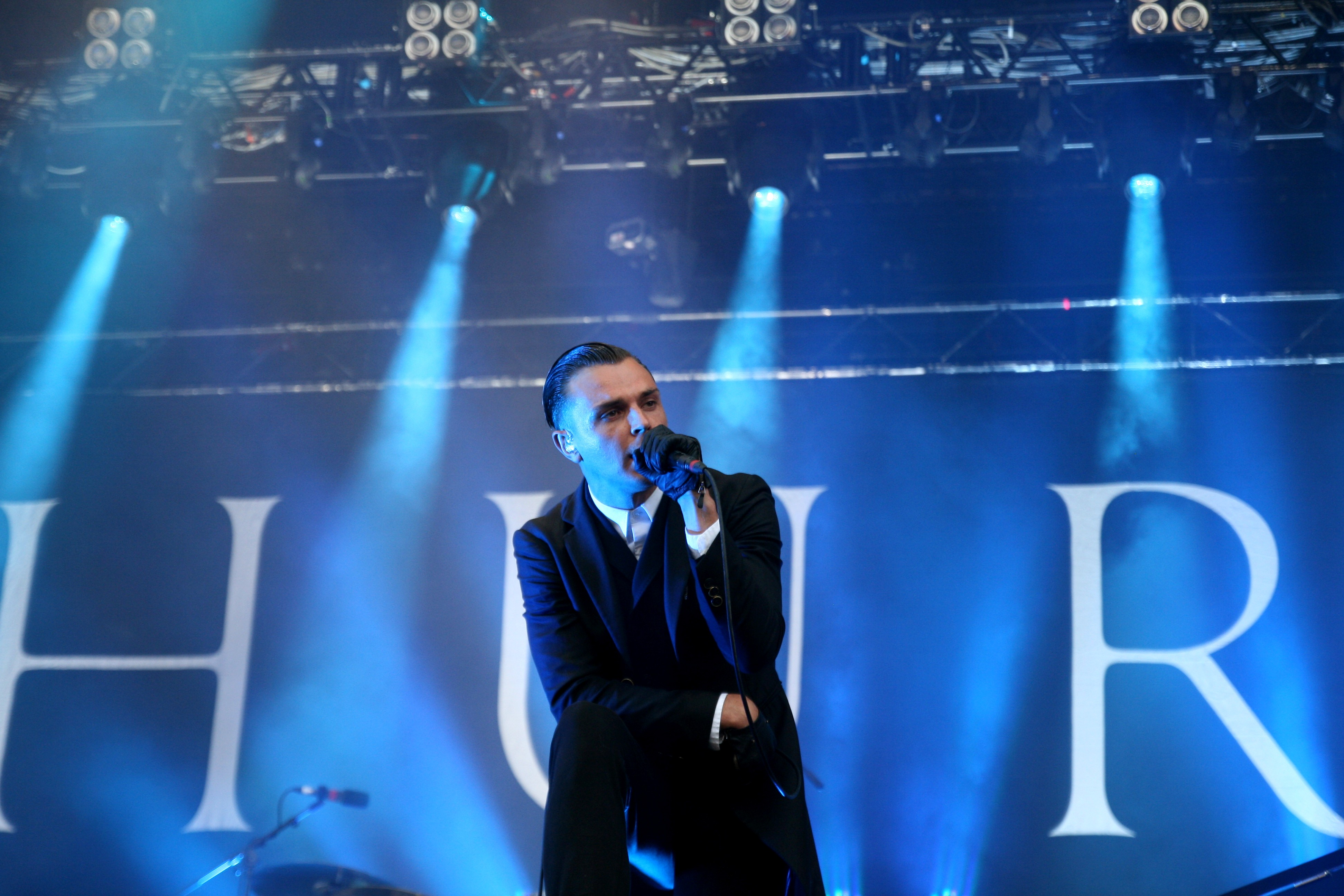
Hurts выступают на фестивале в Нюрнберге, 7 июня 2013

В сентябре 2012 года Hurts подтвердили, что находятся на стадии записи своего следующего альбома. Через месяц они разместили на своей странице на Facebook сообщение, что поглощены завершением альбома. Они снова работали с продюсером Йонасом Квантом. 14 декабря 2012 года Hurts объявили, что их второй студийный альбом, Exile, будет выпущен 11 марта 2013 года, он был доступен для предварительного заказа через iTunes. Тогда же на канале HurtsVEVO на YouTube был размещён тизер к альбому, содержащий новый трек под называнием «The Road». Осенью 2013 года этот ролик был номинирован на UK Music Video Awards в категории Лучший музыкальный рекламный ролик на телевидении или онлайн.
4 января 2013 года на BBC Radio 1 состоялась премьера заглавного сингла с альбома «Miracle». Клип режиссёра Криса Тёрнера был загружен на YouTube 4 февраля, но был вскоре после этого удалён по причинам, которые так и не были подтверждены. Было снято второе видео, оно появилось в интернете 28 февраля. Сингл занял 23 место в Германии и 120 в Великобритании.
23 февраля было подтверждено, что в записи трека «Help» для нового альбома принял участие Элтон Джон. Альбом Exile был выпущен 8 марта 2013 года, попав в первую десятку в десяти странах по всему миру, дебютировал под номером три в Германии и номером девять в Великобритании. Песня «Blind» была выпущена в качестве второго сингла 20 мая, а «Somebody to Die For» последовала в качестве третьего сингла 21 июля. На сингл «Somebody to Die for» включена кавер-версия песни «Ohne Dich» немецкой группы Selig. Летом 2013 года группа сообщила, что уже работает над третьим альбомом, причём делает это во время тура, так как опыт записи их второго альбома Exile в ограниченные сроки по окончании тура оказался несколько экстремальным. Группа продолжила Exile тур по всей Европе в октябре и ноябре 2013 года. 27 февраля 2014 года группа присоединилась к Art on Ice туру шоу, в котором всемирно известные фигуристы выступают под живую музыку.

### Surrender (2015—2017)
Название, дата выхода и трек-лист третьего студийного альбома Hurts под названием Surrender были объявлены 15 июня 2015 года. Альбом вышел 9 октября 2015 года. Продюсерами альбома стали Стюарт Прайс, Ариэль Рехтшайд и Джонас Квант, работавший с Hurts так же над первыми двумя пластинками. Первым синглом с альбома стала песня «Some Kind of Heaven», он вышел 31 июля 2015 года, и доступен для скачивания на iTunes с 28 мая. Трек-лист:
| №   | Title                                              | Writer(s)                                                      | Producer(s)            | Length |
| 1.  | «Surrender»                                        | Theo Hutchcraft, Adam Anderson                                 | Hurts                  | 1:18   |
| 2.  | «Some Kind of Heaven»                              | Theo Hutchcraft, Adam Anderson, Jonas Quant                    | Jonas Quant            | 3:18   |
| 3.  | «Why»                                              | Theo Hutchcraft, Adam Anderson, Jonas Quant                    | Jonas Quant            | 3:27   |
| 4.  | «Nothing Will Be Bigger than Us»                   | Theo Hutchcraft, Adam Andersoon, Stuart Price Jörgen Elofsson  | Price, Jonas Quant     | 4:02   |
| 5.  | «Rolling Stone»                                    | Theo Hutchcraft, Adam Anderson, Jonas Quant                    | Jonas Quant            | 3:41   |
| 6.  | «Lights»                                           | Theo Hutchcraft, Adam Anderson, Ariel Rechtshaid, Nick Hodgson | Rechtshaid             | 3:29   |
| 7.  | «Slow»                                             | Theo Hutchcraft, Adam Anderson, Mathieu Jomphe                 | Billboard, Jonas Quant | 3:29   |
| 8.  | «Kaleidoscope»                                     | Theo Hutchcraft, Adam Anderson                                 | Price                  | 3:04   |
| 9.  | «Wings»                                            | Theo Hutchcraft, Adam Anderson, Jonas Quant                    | Jonas Quant            | 3:45   |
| 10. | «Wish»                                             | Theo Hutchcraft, Adam Anderson, David Sneddon James Bauer-Mein | Hurts                  | 3:31   |
| 11. | «S.O.S.» (бонус — трек в японском издании альбома) | Theo Hutchcraft, Adam Anderson, Hoffman                        |                        | 3:38   |
| 12. | «Perfect Timing»                                   | Theo Hutchcraft, Adam Anderson,Scott Hoffman                   | Hurts                  | 3:04   |
| 13. | «Weight of the World»                              | Theo Hutchcraft, Adam Anderson,Linda Perry                     | Jonas Quant            | 3:46   |
| 14. | «Policewoman»                                      | Theo Hutchcraft, Adam Anderson,Martin Forslund                 | Hurts, Forslund        | 4:40   |

Песни, которые вдохновили «Surrender»: Fleetwood Mac-Seven Wonders, Depeche Mode — Never Let Me Down Again, Queen-Another One Bites The Dust, Michael Jackson — Stranger In Moscow, Sam Smith, Nile Rodgers, Disclosure, Jimmy Napes — Together,The Weeknd — The Morning, Michael McDonald — I Keep Forgettin (Every Time You’re Near), Mayer Hawthorne — Wine Glass Woman, Massive Attack — Unfinished Sympathy.
В рамках Surrender Tour (с 11 февраля 2016 года по 16 марта 2016 года) группа дала 24 концерта: 11 февраля — Глазго, 12 февраля- Манчестер, 13 февраля- Лондон, 15 февраля- Люксембург, 17 февраля- Брюссель, 18 февраля- Амстердам, 19 февраля- Кёльн, 21 февраля- Мюнхен, 22 февраля- Цюрих, 23 февраля- Милан, 25 февраля — Прага, 26 февраля- Вена, 28 февраля- Познань, 1 марта- Рига, 3 марта — Киев, 5 марта — Москва, 6 марта- Санкт-Петербург, 8 марта — Хельсинки, 10 марта- Таллин, 11 марта- Вильнюс, 12 марта- Минск, 14 марта- Варшава, 15 марта Берлин, 16 марта — Висбаден.
По окончании тура группой был выпущен клип на песню «Nothing will be bigger than us», состоящий из лайва концертов Surrender тура в Москве и Лондоне. Таким образом группа выразила любовь и благодарность своим поклонникам.

### Desire (2017—2018)
Первый сингл под названием «Beautiful ones» с нового альбома вышел 21 апреля 2017 года (примечательно, что в этот день ровно год назад ушел из жизни один из самых любимых кумиров Hurts — Prince, у которого также имеется одноимённый трек). Клип на песню был снят в Киеве, в нём Тео выступил в образе Дрэг-квин, которую беспощадно избивают. В интервью для глянцевого журнала Fault он признался, как непросто ему дались съёмки в новом образе:
«Было трудно. Мне пришлось готовить в них (на каблуках) себе ужин. Это очень тяжело, особенно с такими высокими каблуками! Мне пришлось много ходить в них по дому и пришлось учиться быстро бегать! Но когда я побежал, то не мог остановиться; проблема была в том, что я бежал на полной скорости и людям пришлось меня ловить, потому что я был такой: „Я не могу остановиться, я не могу остановиться!“. Поэтому на площадке был человек, которому пришлось вроде как ловить меня в конце. Это было забавно».
1 сентября 2017 года группа выпустила ещё один сингл с клипом под названием «Ready to go». Видео было снято на малой родине группы — cевере Англии. Песня представила собой некую нарастающую госпел-распевку, а видео пронизано эмоциональным сюжетом.
22 сентября 2017 года свет увидел сингл с нового альбома под названием «Hold on to me». Звучанием и текстом он отсылает к самому раннему творчеству группы.
29 сентября 2017 года группа Hurts представила миру четвёртый студийный альбом — «Desire». Трек-лист:
| №             | Title                      | Writer(s)                                                              | Producer(s)                                  | Length |
| 1.            | «Beautiful Ones»           | Theo Hutchcraft, Adam Anderson David Sneddon                           | Hurts                                        | 3:01   |
| 2.            | «Ready to Go»              | Theo Hutchcraft, Adam Anderson, Sneddon                                | Hurts, Lael Goldberg (additional production) | 2:45   |
| 3.            | «People Like Us»           | Theo Hutchcraft, Adam Anderson, Wayne Hector                           |                                              | 3:39   |
| 4.            | «Something I Need to Know» |                                                                        |                                              | 3:31   |
| 5.            | «Thinking of You»          |                                                                        |                                              | 3:19   |
| 6.            | «Wherever You Go»          |                                                                        |                                              | 3:38   |
| 7.            | «Chaperone»                |                                                                        |                                              | 2:51   |
| 8.            | «Boyfriend»                |                                                                        | Hurts, Lael Goldberg                         | 2:49   |
| 9.            | «Walk Away»                |                                                                        |                                              | 3:44   |
| 10.           | «Wait Up»                  | Theo Hutchcraft, Adam Anderson, Sneddon, Lael Goldberg                 | Hurts, Lael Goldberg                         | 4:08   |
| 11.           | «Spotlights»               | Theo Hutchcraft, Adam Anderson, Sneddon, Lael Goldberg, Chenai Zinyuku | Hurts, Lael Goldberg                         | 3:19   |
| 12.           | «Hold on to Me»            | Theo Hutchcraft, Adam Anderson, Jamie Scott                            | Hurts, Daniel Bryer, Jamie Scott             | 3:02   |
| 13.           | «Magnificent»              |                                                                        | Hurts, Lael Goldberg (additional)            | 4:22   |
| 14.           | Intro «Desire»*            |                                                                        |                                              | 1:11   |
| Total length: | Total length:              | Total length:                                                          | Total length:                                | 45:23  |

27 октября 2017 года в Новосибирске стартовал мировой тур в поддержку альбома. В первой части тура группа отыграла 29 концертов в разных уголках мира, 7 из которых состоялись в российских городах. Впервые в истории группы на концерт в рамках тура пришли больше 12 000 человек — это произошло на концерте в Москве, стадионе Мегаспорт. Desire Tour продолжался в России и в 2018 году.

#### Любовь к озеру Байкал
Впервые группа побывала на самом глубоком пресноводном озере мира. Своё восхищение фронтмен группы Тео Хатчкрафт от атмосферы озера опубликовал в Инстаграме. :
«Привет с озера Байкал. Это самое большое пресноводное озеро в мире, которое содержит 20 % всей пресной воды земли и его глубина превышает милю. Кроме того его возраст 25 миллионов лет. Сегодня утром он был замерзшим настолько, что по нему можно было ходить. Итак, вот он я лицом к лицу с леденящим сибирским ветром. Это был настоящий момент открытия и удивления и это то, что мне хотелось увидеть уже очень давно. Идеальный способ провести последнее утро нашего российского приключения». 
Тео настолько восхитился поездкой на Байкал, что в свой День Рождения, 30 августа, когда ему исполнилось 32 года, он вспомнил об этом незабываемом приключении:
«Спасибо за замечательные пожелания на день рождения. Очень благодарен всем вам за любовь. Здесь меня бьют ледяные ветры замёрзшего озера Байкал в феврале. Просто один из многих незабываемых моментов, которые мне посчастливилось пережить. В перчатке дырка, но в сердце счастье. Если я скажу, что люблю вас, этого будет не достаточно».
О путешествии на Байкал Тео Хатчкрафт вспомнил и в 2020 году после долгого творческого перерыва: В интервью BAZAAR.RU. Тео Хатчкрафт также тепло вспомнил свое путешествие на Байкал. В этом месте он по-настоящему понял, что дала ему музыка.
« Я давно хотел на Байкал. И вот, стоя на льду и думая, что меня вот-вот унесёт ветер, я впервые по -настоящему осознал: это все благодаря музыке», — высказался Тео Хатчкрафт.
Во время Desire тура вместе с группой ездит профессиональный оператор Ben Lowe. Он снимает на видео фанатов, берёт у них интервью, а также записывает самые яркие моменты каждого концерта в туре. Весь материал пойдет на реализацию проекта о фанатах группы, информацию о котором Hurts запустили в соц. сетях ещё летом 2017 года.
Также во второй части Desire тура группа дала концерты в городах Тайваня, Южной Кореи, Японии и Китая.
Финальный концерт Desire тура состоялся в Бухаресте (Румыния) 22 сентября 2018 года. Группа выступила на местном бесплатном фестивале, который собрал порядка 40 000 человек.
После прошедшего тура группа замолкает на два года.

### Возвращение после двухлетнего молчания и Faith (2020)
Почти два года ничего не было слышно о судьбе дуэта, что повлекло мысли поклонников о грядущем распаде группы. Оказалось, что, находясь это время в молчании и изоляции, Hurts провожали таким образом второе десятилетие 21 века — десятилетие своей творческой жизни.
«Последние несколько лет мы были буквально повсюду. Я отчаянно пытался отделаться от ощущения, что нас двоих становится слишком много», — объясняет Тео Хатчкрафт
15 мая 2020 года берет свое начало новая глава творческой и жизненной книги Hurts — группа выпускает новый сингл под названием Voices. Перед этим Тео и Адам полностью удалили все фото из своих соцсетей и выложили вместо них серию загадочных тизеров. В посланиях на разных языках фанаты быстро разгадали название трека и обнаружили в шифре ссылку на канал группы в Telegram.

В новом сингле группа размышляет «об изоляции, отчаянии и мании», а также о «желании бороться и силе разума и мысли».
«Эта композиция была написана в разгар личного кризиса, а вышла в период, когда весь мир переживает непростые времена. Надеюсь, она поможет обрести надежду и ощутить катарсис всем тем, кто сейчас сражается с собственными демонами», — прокомментировал Тео Хатчкрафт запись.
"Это странная и немного параноидальная песня, из разряда тех, что вы нечасто слышите, но при этом она вгрызается в вашу память. Она проявляет алгоритм, в котором мозг может исполнять как роль добродетеля, так и злого гения. Большинство нашей музыки наполнено эмоциями, но есть глубины, которые нам ещё предстоит изведать. «Voices» настолько же оголены по ощущениям, как и настроения, исходящие от меня сегодня. Этот трек о том, о чём я не был в состоянии написать очень долгое время. Я надеюсь, что люди почувствуют это и это сделает их ближе к тому, кто мы есть на самом деле, « — делится Тео в сопровождении к премьере».
В интервью английскому музыкальному журналу NME фронтмен группы Тео Хатчкрафт рассказал, каким по звучанию и духу будет их новый альбом: он будет неким возвращением к корням своего музыкального творчества — к звучанию их первых альбомов, к стилю поп-нуар. 
«Pop noir — это стиль, построенный по канонам поп-песен, но звучащий настолько „темно“ и „тяжело“, что конечный продукт достаточно сложно соотнести с поп-культурой. Тем самым мы хотим вернуться к самой сути того, чем мы занимаемся и кем мы являемся на самом деле».
Грядущий альбом получил название Faith, его релиз назначен на 4 сентября 2020 года. Перед выходом альбома группа выпустила ещё несколько песен — Suffer, Redemption и Somebody.

## Влияние на творчество
Hurts говорят, что им нравились и вдохновляли Depeche Mode, Tears for Fears, Майкл Джексон, Принс, Kings of Leon, Sparks , New Radicals и подобные, но никто конкретно. Большее влияние на них оказали 1990-е, нежели 1980-е:

Мы слушаем много американской поп-музыки и английской, особенно такой как Take That, множество великолепных саундтреков к фильмам 90-х годов. На самом деле нет никакого влияния 80-х, люди продолжают называть такие вещи как Pet Shop Boys, но мы совершенно не слышим ничего подобного.

Город Манчестер повлиял на группу как прогрессивное место:

Старые дома нереально восстановить в Манчестере, как это всегда бывает с реконструкцией: строят новое, новое и новое всегда подталкивая вперед вещи вокруг тебя, — говорит Хатчкрафт. — И это оказало подсознательное влияние на нас и нашу музыку.

Они говорят о влиянии конкретной музыки на группу, подтверждая это намерением записать орган Тифон для одной из композиций.

## Состав группы
- Тео Хатчкрафт
- Адам Андерсон

### Сессионные музыканты
C 2015 года сформировался постоянный состав сессионных музыкантов Hurts:
- Lael Goldberg — электро- и бас-гитары, продюсировал многие песни из «Desire».
- Pete Watson — синтезатор, клавиши, отвечает за гармоничность каждого трека Hurts. Играет с группой с самого начала их существования.
- Paul Walsham — барабанщик, иногда подпевает под Sunday Тео, безумный любитель своей кошки Анабель. Также начал играть с Hurts с истоков её существования.

Бэк-вокал:
- Sharlene Hectic — была принята на работу к Hurts из госпел -хора.
- Chenai Zinyuku — родом из Зимбабве, в начале 2000-х была участницей британского «X-фактора».

## Дискография
- Happiness (2010)
- Exile (2013)
- Surrender (2015)
- Desire (2017)
- Faith (2020)

## Туры
| - NME Radar Tour (2010) - Happiness Tour (2010—2012) - Exile Tour (2013—2014) - Art on Ice Tour (2014) - Surrender Tour (2015—2016) - Desire Tour (2017—2018) | На разогреве: - The Night Work Tour — тур Scissor Sisters (2010) |